# 東林院 (鳴門市)
東林院（とうりんいん）は徳島県鳴門市大麻町大谷に所在する高野山真言宗の寺院。八葉山 神宮寺 東林院と号す。本尊は薬師如来、愛染明王。四国八十八箇所霊場第一番札所奥の院、新四国曼荼羅霊場第一番札所、阿波北嶺薬師霊場第十六番札所。別名、種蒔弘法大師、種蒔大師と呼ばれる。
- 御詠歌：種蒔きし 稲穂みのりて 栄えゆく 大師の恵み 仰げもろびと

## 概要
寺伝によれば奈良時代の天平5年（733年）に行基によって建立されたと伝えられている。
かつては、薬王寺・太龍寺・鶴林寺・隆禅寺・神応寺・瑞川院・荘厳院と並ぶ阿波国八門首（阿波八本寺）の一寺院に数えられ、末寺16か寺を持つ大寺であった。
平安時代前期の大同3 – 4年（808年 – 809年）に空海（弘法大師）がここを訪れ、住民に真言の教えを伝えるとともに農業振興を奨励したと言われる。伝承によれば、空海自ら鍬を取り米・麦の種を蒔き、災害の調伏を行ったとされ、これにより当寺院は「種蒔弘法大師」と称されるようになった。
江戸時代前期の元禄13年（1700年）前後に大火に遭い伽藍の大半を焼亡した。これ以後、寺院は縮小した。
なお、東林院には大谷焼の陶祖の文右衛門の墓として窯業関係者の間で大切にされてきた墓があるが、大谷焼研究家の豊田進の調査によって萬七の墓であることがわかり、大谷焼の陶祖は萬七であることが判明している（萬七と文右衛門が同一人物かは分かっていない）。毎年11月の第2土曜日・日曜日に境内において、陶器市「大谷焼 窯まつり」が行なわれる。

## 境内
- 本堂：本尊は薬師如来（札所本尊）

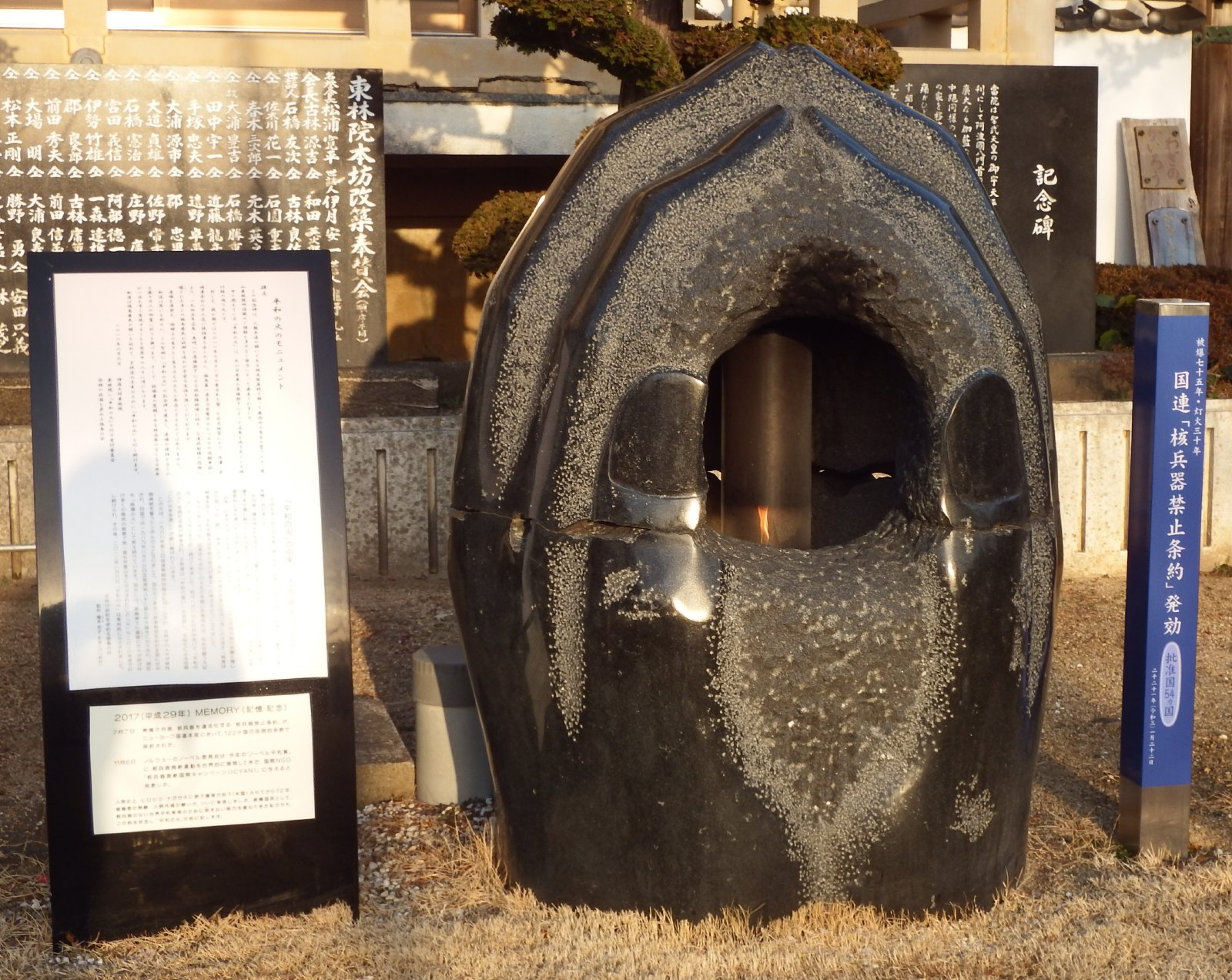
原爆の火

- 大師堂：本尊は種蒔大師（弘法大師）。当寺の信仰上の中心は大師堂で本堂よりひと回り大きい。大師像は背後の別棟の収蔵庫に。
- 弥勒堂：弥勒菩薩坐像（重文、下記）が中央に鎮座いつでも外からガラス越しに像を見ることができる。両脇は納骨堂になっていて、その内部からはガラス越しに横顔を見ることができる。2023年2月完成。第6回四国建築賞大賞（2024年9月日本建築家協会四国支部主催）
- 本坊：昭和59年（1984年）新築、本尊は愛染明王
- 穴観音古墳
- 鐘楼堂
- 原爆の火：1990年より霊山寺で灯されていたが2010年に終了、その後、2012年8月6日より当寺で原爆の火が灯されることとなった。

県道12号より、宇志比古神社の参道を入って行くと左側に当寺がある。本坊の前に駐車場が無料で有り、その右奥に大師堂があり、その左にひっそりと本堂がある。

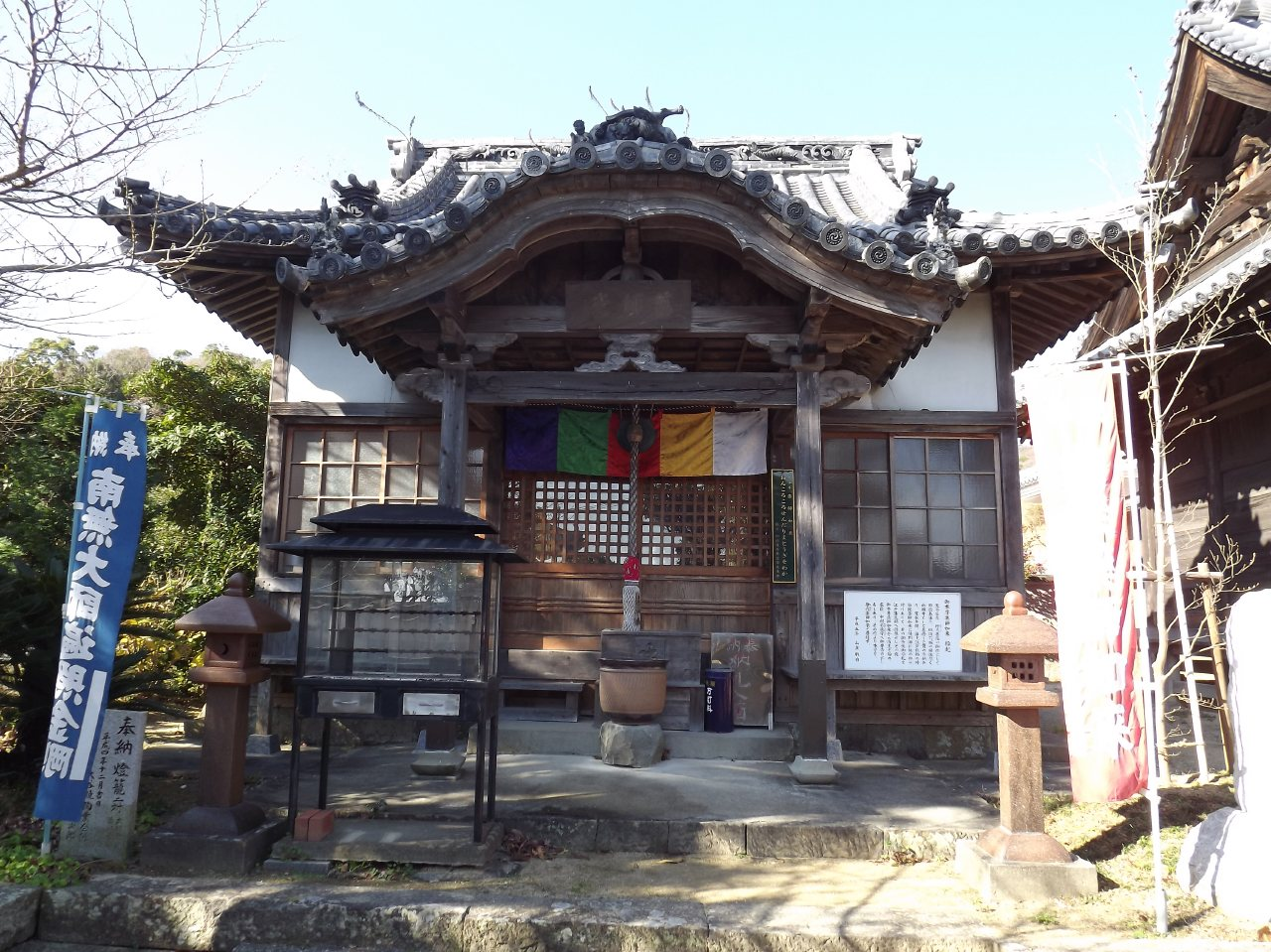
本堂
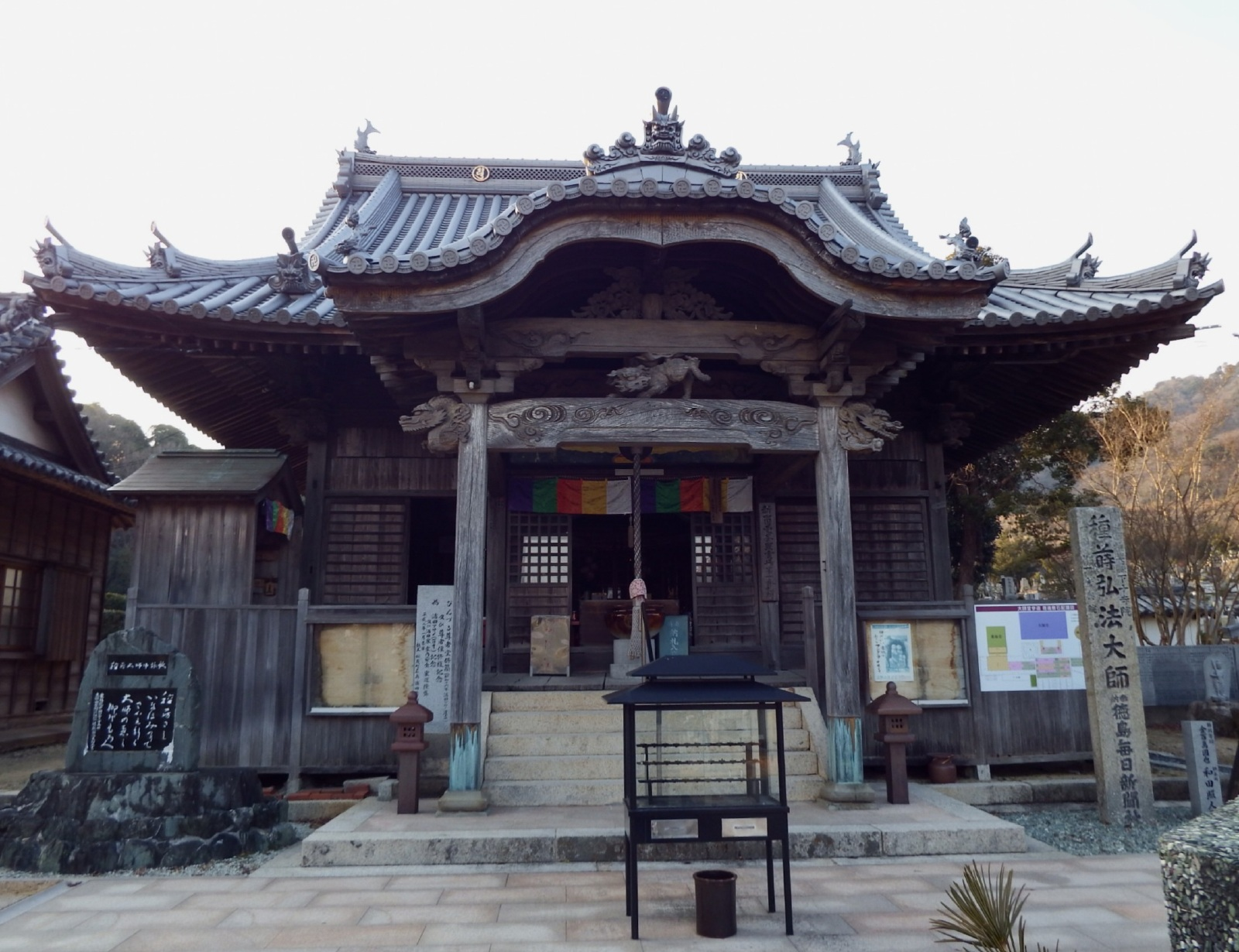
大師堂
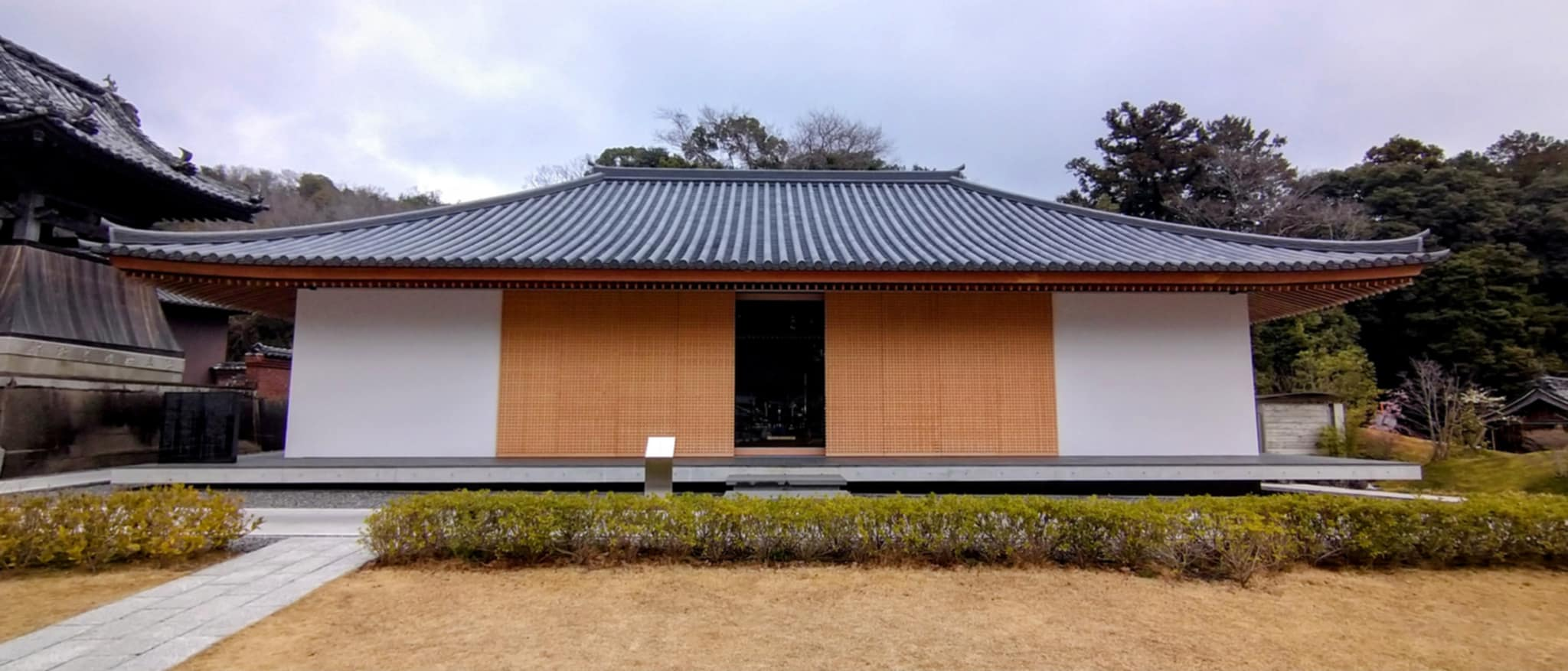
弥勒堂
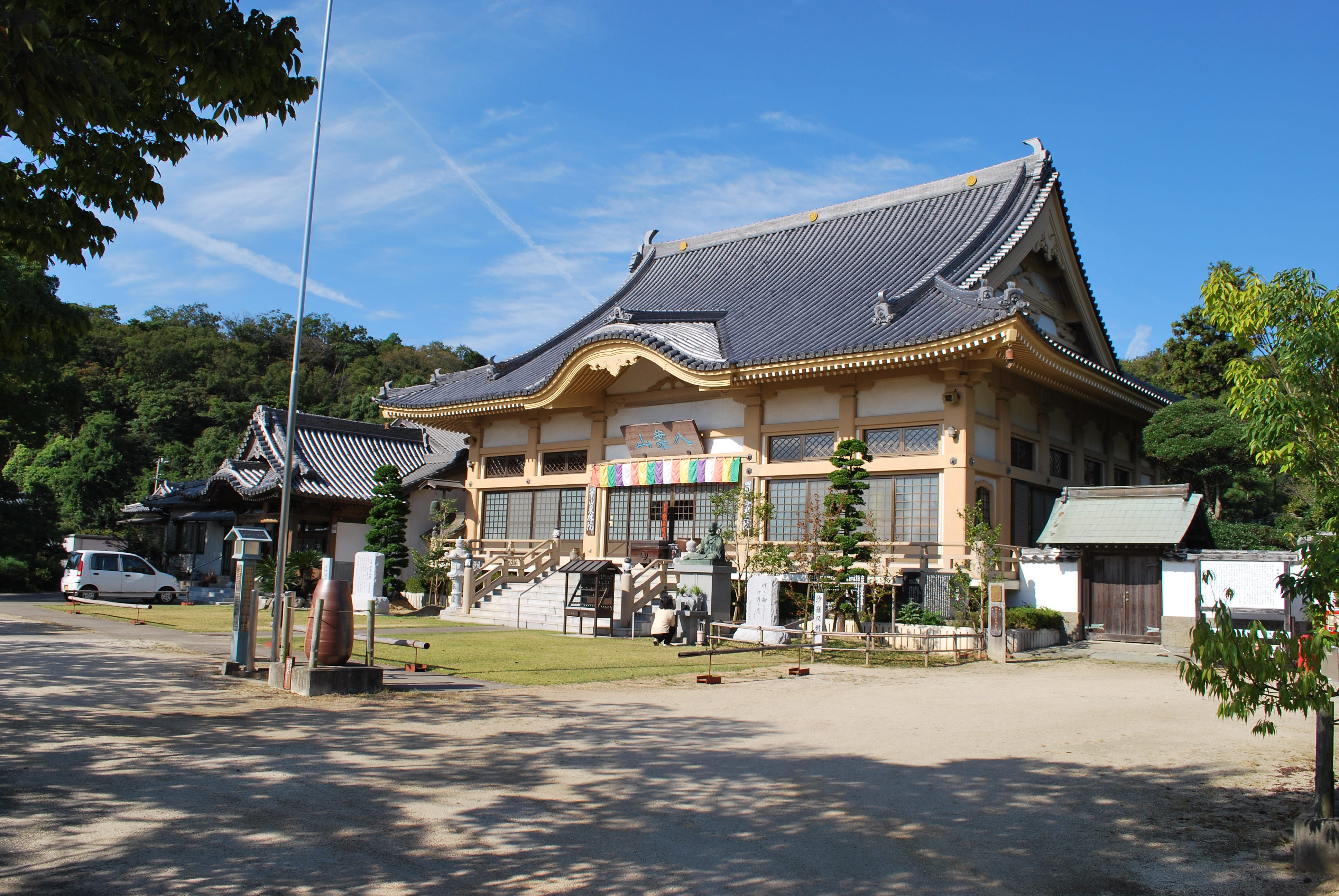
本坊
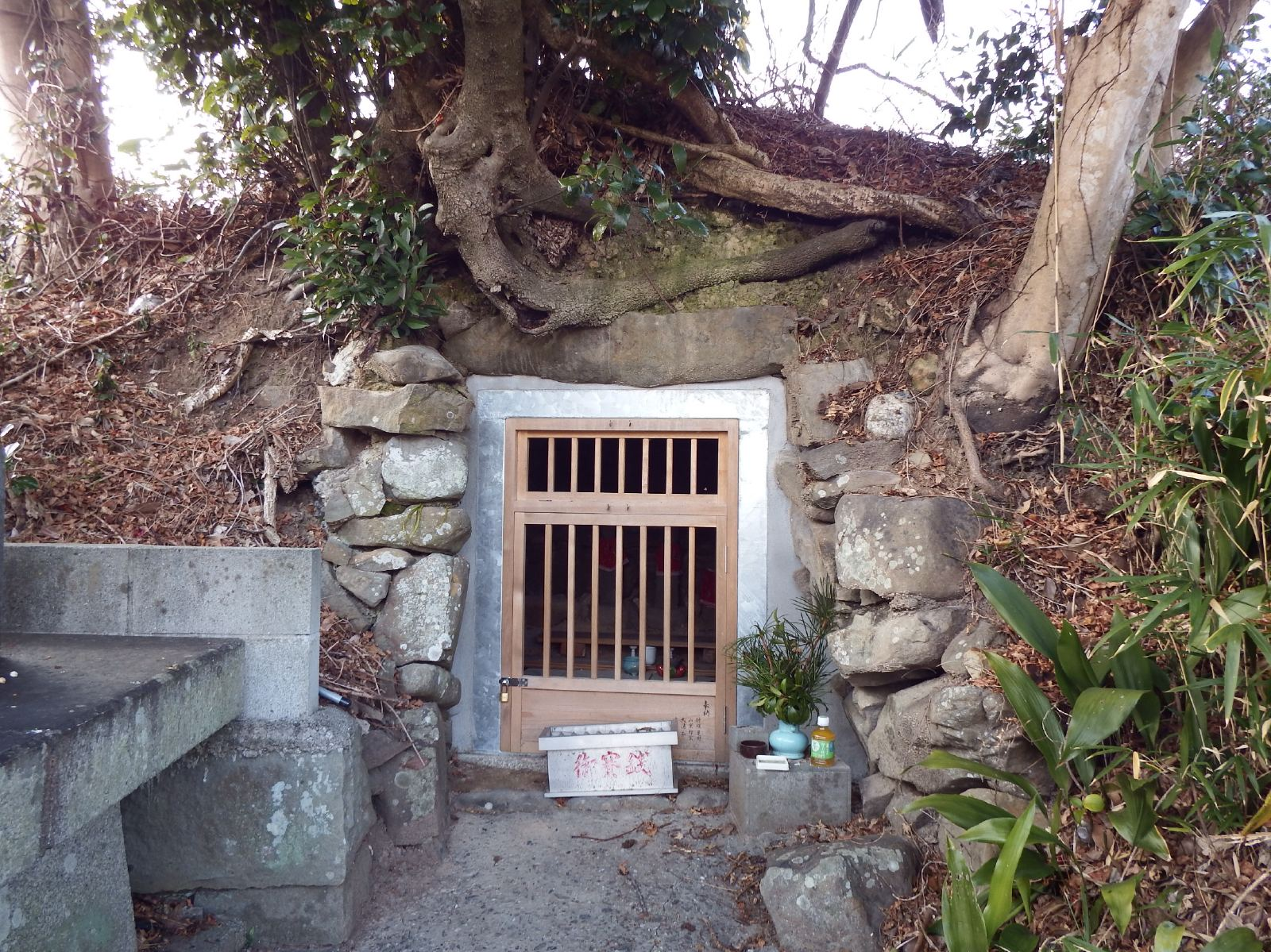
穴観音古墳
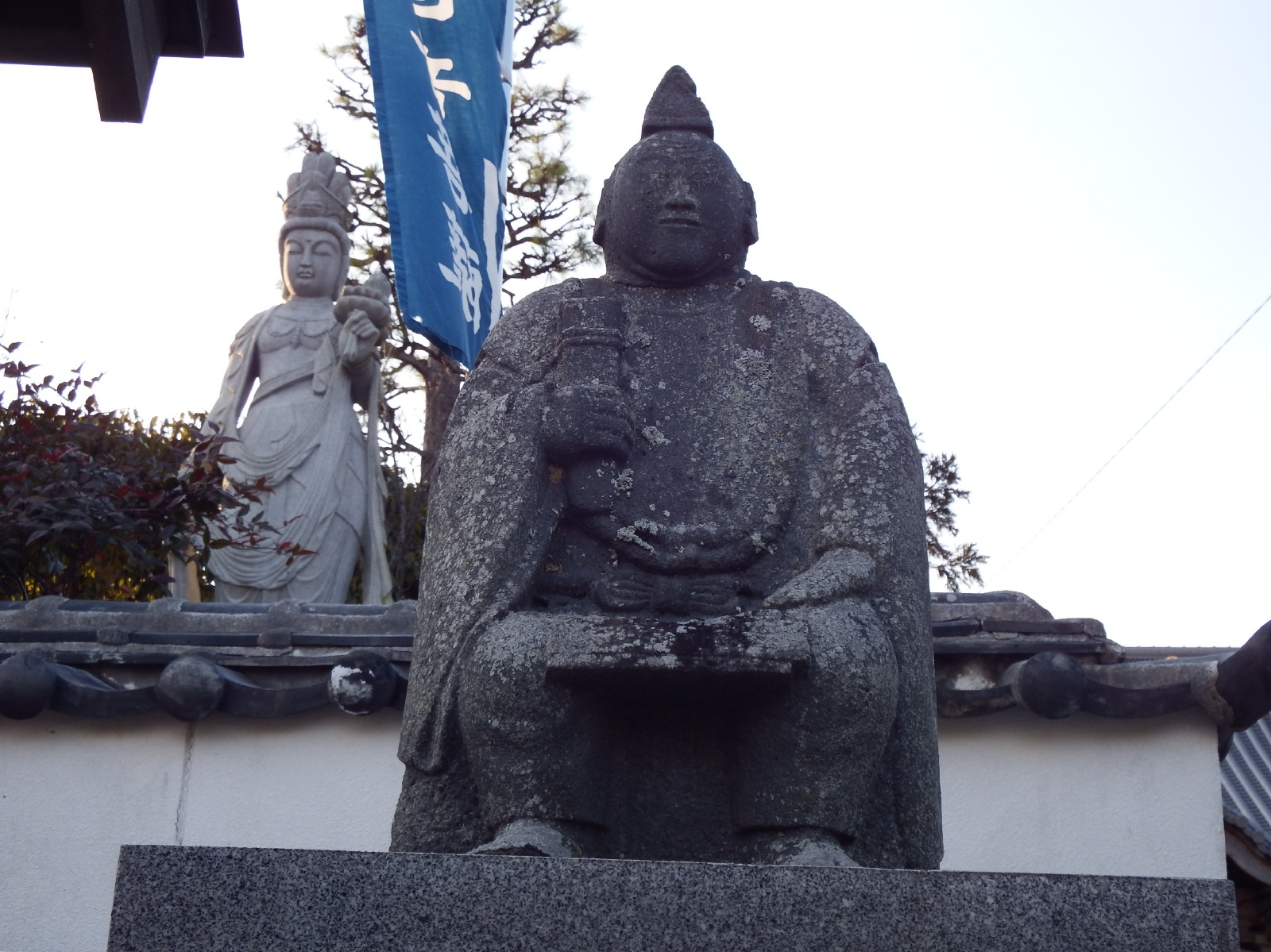
西開行者

## 文化財
重要文化財
木造弥勒菩薩坐像　檜の寄木造り、像高96cm、平安時代後期作、平成14年6月26日指定
京都円派により彫像され高野山北室院に安置された後に江戸時代中期に当寺に移された。中品中生印をした阿弥陀如来として祀られていたが当寺では弥勒菩薩として祀られている。
徳島県指定有形文化財
絹本著色阿弥陀尊来迎図　昭34年9月11日指定

## 前後の札所
四国八十八箇所
1番奥の院 東林院 --（4.0 km）-- 1番  霊山寺 --（1.2 km）-- 2番 極楽寺
新四国曼荼羅霊場
88番 黒瀧寺 --- 1番 東林院 --- 2番 長谷寺